# Oude Kapel (Heidelberg-Wieblingen)
De Oude Kapel (Duits: Alte Kapelle) is een restant van de vroegere parochiekerk van Wieblingen, een Stadtteil van de Baden-Württembergse stad Heidelberg.
Het gebouw staat in het vroegere Slotpark en dient tegenwoordig als kapel voor de naburige Elisabeth von Thadden-school. 

## Beschrijving
De onderbouw van de toren stamt van een kerk uit de 10e eeuw, het bovendeel van de toren werd echter in de jaren 1809-1810 in classicistische stijl herbouwd. 
In de 15e eeuw werden het kerkschip en het koor gebouwd en aan de beide heiligen Valentinus en Bartholomeüs gewijd. 
Tot in het begin van de 20e eeuw bleef de oude parochiekerk het godshuis van de groeiende protestantse gemeenschap van Wieblingen. Na de voltooiing van de grotere nieuwbouw uit 1904-1906, de circa 250 meter verder gelegen Kruiskerk, werd het kerkschip van de oude kerk gesloopt. Van de oude parochiekerk bleven toren, koor en sacristie bewaard. 

## Interieur
In het laatgotische koor met een ribgewelven en sluitstenen met reliëfs bevinden zich nog 16e-eeuwse fresco's. Te zien zijn Christus als wereldrechter, de symbolen van de evangelisten en florale motieven.